# 尾州不二見原
「尾州不二見原」（びしゅうふじみがばら）は、葛飾北斎の代表作『富嶽三十六景』46図のうちの一図。1831年（天保2年）頃刊行。大判錦絵。落款は「北斎改為一（ほくさい・あらため・いいつ）筆」、改印（あらためいん）は無い。版元は永寿堂西村屋与八。

## 概要

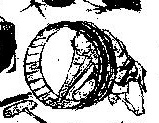
『北斎漫画』三編より

現在の愛知県名古屋市中区富士見町周辺とされる。当地は名古屋郊外の遊廓や武家屋敷が存在する名勝地であった。北斎は2度名古屋を訪れているが、当地を訪れたかは不明である。
46図中、最も西に位置し、かつ「常州牛堀」に次いで、遠距離（約167キロメートル）から富嶽を眺めているが、この地から見える峰は、南アルプスの聖岳であり、富嶽は南アルプスに遮蔽されて、実際は見えない。

画面中央には巨大な樽の中で板を槍鉋で削る職人の姿が描かれ、樽の中から田園風景の彼方に小さく富士の姿を見せる。樽の左側には箍と道具箱が、右には木槌が置かれ、樽が動くのを押さえている。
これに酷似した構図は、『北斎漫画　三編』（1814-1818年（文化11-15年）)にも登場している（図版参照）。 
このようなアクロバティックな構図は、河村岷雪の絵本『百富士』の影響を受けたのではないかとの指摘がある。
空の描写には「ベロ藍」が用いられている。上部だけ更に濃く摺って、際を雑巾がけでぼかしている。
『三十六景』刊行予告で「追々出版」「追々彫刻」とあるように、本揃いは、36図が同時に刊行されたのではない。全揃いのうち、落款を見ると、「前北斎為一筆」26図、「北斎改為一筆」9図、「前北斎為一笔」10図、「北斎為一筆」1図に分けられるが、後から追加されたのが明らかな10図が全て「前北斎為一筆」なので、「北斎改為一筆」計9図の方が、先に刊行されたと考えるのが自然である。よって本図は最初期に刊行されたことになる。
版元の西村屋与八は、富士講の世話人であり、講の参加者が江戸だけで数千人いたことを、彼が把握していたからこそ、当時、役者絵や美人画ほどの人気がなかった名所絵の大揃いを刊行できたのだろう、との説がある。